# Acanthonotozoma rusanovae
Acanthonotozoma rusanovae är en kräftdjursart som beskrevs av Bryazgin 1974. Acanthonotozoma rusanovae ingår i släktet Acanthonotozoma och familjen Iphimediidae. Inga underarter finns listade i Catalogue of Life.